# Tim Ellrich
Tim Ellrich (* 1989 in Osnabrück) ist ein deutscher Filmregisseur, Drehbuchautor und Produzent. Für seinen Film Die Badewanne wurde er mit dem Preis der Jury auf dem Festival du Court-Métrage de Clermont-Ferrand ausgezeichnet. Mit seinem Dokumentarfilm Mein Vietnam gewann er 2021 den First Steps Award. Sein erster abendfüllender Spielfilm Im Haus meiner Eltern erhielt beim Internationalen Filmfestival Rotterdam 2025 den Tiger Special Jury Award.  

## Leben
Tim Ellrich wuchs als Sohn des Soziologen Dieter Otten und Holle Ellrich, einer Heilpraktikerin für Psychotherapie, in Osnabrück auf. Schon früh begann er in einem lokalen Kino zu arbeiten. Nach verschiedenen Praktika bei Filmproduktionen in Deutschland zog er nach Wien, wo er Theater-, Film- und Medienwissenschaften sowie Philosophie an der Universität Wien studierte. Den Abschluss seiner Zeit in Wien stellte der Kurzfilm Die Badewanne dar. Der Film wurde mit dem Prix du Jury auf dem Festival du Court-Métrage de Clermont-Ferrand ausgezeichnet, lief anschließend auf 200 internationalen Festivals und gewann über 60 internationale Preise.
2014 begann Ellrich sein Studium für szenische Regie an der Filmakademie Baden-Württemberg. Zwei seiner Erstjahresfilme liefen bereits auf dem Filmfestival Max Ophüls Preis, den Internationalen Hofer Filmtagen und der Diagonale, Festival des österreichischen Films. Danach wandte sich Ellrich dem Dokumentarfilm zu und drehte  den Langfilm Mein Vietnam, der seine Weltpremiere auf dem Hot Docs International Canadian Documentary Festival hatte. 2021 wurde der Film mit dem First Steps Award in der Kategorie „Bester Dokumentarfilm“ ausgezeichnet.
2022 wurde Ellrichs Abschlussfilm Im Haus meiner Eltern in Osnabrück und Halle abgedreht. Finanziert wurde der Film vom ZDF innerhalb der Sendereihe Das kleine Fernsehspiel, von der MDM Medienförderung und dem DFF Deutscher Filmförderfonds. Anfang 2025 feiert der Spielfilm seine Weltpremiere als einziger deutscher Beitrag in der renommierten Tiger Competition des Internationalen Filmfestivals Rotterdam und gewann dort anschließend den Tiger Spezialpreis der Jury. Sein Diplomstudium der „szenischen Regie“ an der Filmakademie Baden-Württemberg schloss Ellrich 2023 ab.

## Filmographie
- 2012: Kinderleicht (Regie & Drehbuch)
- 2013: Schleierhaft (Regie & Drehbuch)
- 2014: Die Ausgestoßenen (Regie & Drehbuch)
- 2016: Die Badewanne (Regie & Drehbuch)
- 2016: Am Fenster (Regie & Drehbuch)
- 2017: Sara the Dancer (Regie & Drehbuch)
- 2019: Die Quiet Zone (Regie & Drehbuch)
- 2020: Mein Vietnam (Regie, Kamera & Drehbuch)
- 2025: Im Haus meiner Eltern (Regie, Drehbuch & Produktion)

## Auszeichnungen (Auszug)
- 2015: 3. Platz beim Eat My Shorts – Hagener Kurzfilmfestival für Die Ausgestoßenen
- 2016: Special Jury Award des Festival du Court-Métrage de Clermont-Ferrand für Die Badewanne
- 2016: Jury- & Audience Award beim Bucheon International Fantastic Film Festival für Die Badwanne
- 2016: Baden-Württembergischer Filmpreis für Die Badewanne
- 2017: Förderpreis Schnitt beim Edimotion Festival für Filmschnitt für Sara The Dancer
- 2021: First Steps Award für Mein Vietnam
- 2021: Dokumentarfilmpreis beim Sehsüchte Filmfestival für Mein Vietnam
- 2021: Hessischer Drehbuchpreis für Im Haus meiner Eltern
- 2023: Wim Wenders Stipendium für Uncanny Valley
- 2025: Preis der Jury beim Internationalen Filmfestival Rotterdam für Im Haus meiner Eltern